# Burlington Árkád
A Burlington Árkád egy bevásárló utca Londonban a St. James negyed szélén, a City-ben. Párhuzamos az Old Bond Streettel, a Piccadilly-ről indul ki és a Burlington Gardensben végződik. Száznyolvan méter hosszan a legnevesebb divatmárkák üzletei sorakoznak a fedett árkádban.
Az árkádot George Cavendish, Burlington 1. grófja 1819-ben építtette, miután megvásárolta a Burlington házat unokaöccsétől, Devonshire 6. hercegétől. A Burlington Árkádnak saját házirendje van, a szabályok némelyike 1820-ból származik, amikor az árkádot megnyitották. Ma is érvényes előírás, hogy hölgyekhez és urakhoz méltóan kell végigmenni az üzletek előtt, nem szabad sietni. Más szabályokat elmosott az idő, akkoriban teherhordó fiú vagy inas nélkül be sem volt szabad lépni az üzletsor területére. Az árkádban XIX. századi egyenruhát viselő őrök járőröznek. A járda alatt alagutak kígyóznak, a hordárok e alagutakon vitték a csomagokat a kijáratokhoz. Az üzletek felett bérbe adott lakások voltak.
1964-ben a Burlington Árkádba egy Jaguar Mark X gépkocsi hajtott be, több kirakatot is összetörtek. Az autóból kiugró hat álarcos férfi, több mint 40 000 euró értékű ékszert raboltak egy neves üzletből.

## Fordítás
Ez a szócikk részben vagy egészben  a   Burlington_Arcade című angol Wikipédia-szócikk fordításán alapul.  Az eredeti cikk szerkesztőit annak laptörténete sorolja fel. Ez a jelzés csupán a megfogalmazás eredetét és a szerzői jogokat jelzi, nem szolgál a cikkben szereplő információk forrásmegjelöléseként.